# Phân biệt đối xử người nhiễm HIV/AIDS
Phân biệt đối xử với PL HIV/AIDS hay serophobia là định kiến, nỗi sợ, chối từ và phân biệt đối xử với những người nhiễm HIV/AIDS (PLHIV). Phân biệt đối xử là một trong những biểu hiện của sự kỳ thị, và thái độ và hành vi kỳ thị có thể rơi vào vòng xoáy của sự phân biệt đối xử tùy vào luật pháp của từng quốc gia cụ thể. HIV là chữ viết tắt của human immunodeficiency virus (virus gây suy giảm miễn dịch ở người). Nếu không được điều trị, HIV có thể dẫn đến bệnh AIDS (hội chứng suy giảm miễn dịch mắc phải). HIV/AIDS là một bệnh lây truyền qua đường tình dục và không thể chữa khỏi, nhưng nếu được điều trị đúng cách, cá nhân có thể sống sót miễn là không mắc bệnh.
Phân biệt đối xử HIV/AIDS vẫn còn hiện hữu khắp nơi thế giới, gồm các hình thức tẩy chay, đào thải, phân biệt đối xử và tránh né. Hậu quả của sự kỳ thị và phân biệt đối xử với người nhiễm HIV có thể dẫn đến hiệu quả thấp về tư vấn và xét nghiệm HIV, khủng hoảng tâm lý về sự tồn tại, cô lập, cô đơn, lòng tự trọng thấp và thiếu quan tâm đến việc phòng ngừa căn bệnh này.
Nhiều sự kỳ thị hoặc phân biệt đối xử HIV/AIDS có mối liên kết đến đồng tính luyến ái, song tính, lăng chạ, mại dâm và tiêm chích ma túy.
Ở nhiều nước phát triển, tồn tại mối tương quan mạnh mẽ giữa HIV/ AIDS và đồng tính luyến ái nam hoặc song tính (CDC tuyên bố, "Đồng tính luyến ái, lưỡng tính và nam có quan hệ tình dục với nam (MSM) chiếm khoảng 2% dân số Hoa Kỳ, tuy nhiên đây là dân số bị ảnh hưởng nặng nề nhất bởi HIV") và mối liên hệ có tương quan với mức độ thành kiến tình dục cao hơn như thái độ ghê sợ đồng tính luyến ái. Một tên ban đầu của AIDS là suy giảm miễn dịch liên quan đến đồng tính hoặc GRID. Trong những năm đầu thập niên 1980, HIV/AIDS là "một chứng bệnh dường như ảnh hưởng chủ yếu lên nam đồng tính luyến ái".
Một số hình thức phân biệt đối xử nặng nề gồm có: bị loại trừ việc cân nhắc việc làm, bị ngăn cấm mua nhà, phải trả thêm tiền khi thuê nhà, xét nghiệm HIV bắt buộc mà chưa có sự đồng ý trước hoặc bảo vệ bí mật; cách ly cá nhân nhiễm HIV và trong một số trường hợp, mất quyền sở hữu tài sản khi vợ hoặc chồng qua đời. Xét nghiệm HIV mà không được cho phép hoặc bảo vệ cũng có thể được xem là hành vi sai trái đối với những người nhiễm HIV. Đạo Luật về Người Mỹ Tàn Tật của Hoa Kỳ nghiêm cấm phân biệt đối xử HIV/AIDS trong nhà ở, việc làm, giáo dục và tiếp cận các dịch vụ y tế và xã hội. The U.S. Department of Housing and Urban Development Office of Fair Housing and Equal Opportunity Hoa Kỳ thi hành luật cấm phân biệt đối xử nhà ở dựa trên tình trạng HIV/AIDS thực tế hoặc được nhận thấy.